# 秋元安民
秋元 安民（あきもと やすたみ、1823年2月11日（文政6年1月1日） - 1862年9月22日（文久2年8月29日））は播磨国姫路藩（現在の兵庫県姫路市）藩士、国学者。名は正一郎、正蔭、御民、逸民とも称した。字は正朔、号は空室。

## 生涯

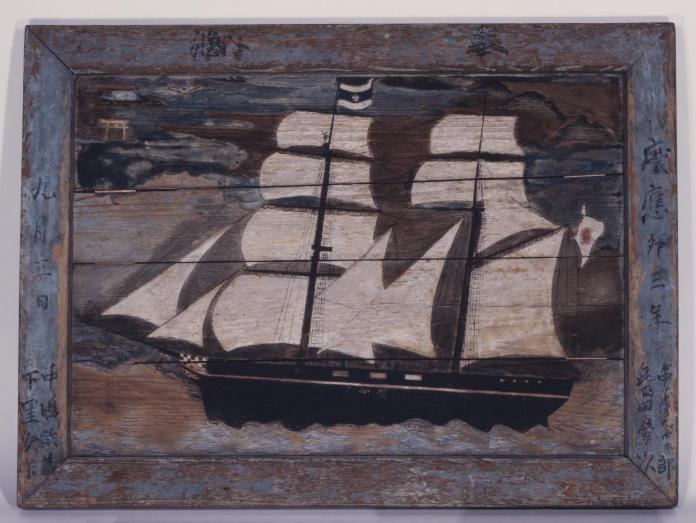
『神護丸図絵馬』。慶応3年9月3日（1867年9月30日）に姫路藩船手組の4人によって奉納されたもの。

文政6年（1823年）1月1日、姫路藩士の秋元右源次の次男に生まれる。仁寿山黌で学ぶ。
小野藩客員の大国隆正に師事し国学・和歌を学ぶとともに、隆正の養子になり野々口正蔭と名乗る。後に伴信友にも師事する。
播磨国三木（兵庫県三木市）に私塾を開学、姫路藩の藩校教授になり姫路藩での尊王攘夷派の先駆者になる。西洋学問にも通じ、安政3年（1856年）、姫路藩主の酒井忠顕に大型西洋帆船の建造を進言する。遭難しアメリカ商船に救助された播磨の領民の情報を元に安政6年（1859年）に速鳥丸を建造・進水させると、続けて神護丸と金花丸も建造する。
文久2年（1862年）、藩主の酒井忠績に随従して上京。同年8月29日、京都で客死。享年39。墓地は廬山寺。
明治36年（1903年）、正五位を追贈された。

## 著書
- 『例語部類』
- 『就中宇宙起源』
- 『近世三十六歌撰』
- 『大祓詞集疏』
- 『神議』
- 『古祝詞新疏』
- 『古語拾遺異本考』
- 『八岐大蛇変化考』

など